# 马内斯桥
马内斯桥（捷克語： Mánesův most）是捷克共和国首都布拉格 伏尔塔瓦河上的一座桥梁，汽车和电车两用。
这座桥将阿莱斯滨河路（ Aleš Embankment）、鲁道夫音乐厅（Rudolfinum）与对岸的 小城区（Malá Strana）连接起来。
从前此处曾有一座鲁道夫人行桥，建于1869年。1914年启用了混凝土建造的新桥，1916 年全部竣工。
设计新桥梁的是建筑师梅西斯拉夫·彼得鲁（Mečislav Petrů），以及两位工程师弗兰蒂谢克·门克尔（František Mencl）和阿洛伊斯·诺维（Alois Nový）。该桥最初命名为大公桥，以奥地利大公弗朗茨·费迪南德命名。1920年，捷克斯洛伐克新政府将其更名为马内斯桥，以捷克画家约瑟夫·马内斯（Josef Mánes）命名。 
1960年代，桥面改为沥青铺设。1992年至1994年重建时又改回。